# Broken
För andra betydelser, se Broken (olika betydelser).
Broken är en EP-skiva släppt av Nine Inch Nails 1992, bland annat innehållande hitlåten "Wish". Broken var Nine Inch Nails tredje projekt (Halo 3). Senare släpptes även en remixplatta på Broken med namnet Fixed.

## Låtlista
1. "Pinion" – 1:02
2. "Wish" – 3:46
3. "Last" – 4:44
4. "Help Me I Am in Hell" – 1:56
5. "Happiness in Slavery" – 5:21
6. "Gave Up" – 4:08

Spår 7 - 97 är 1 sekund långa tysta spår.
1. "Physical" – 5:29
2. "Suck" – 5:07